# Наугольник
Науго́льник (лат. Norma) — созвездие южного полушария неба, лежит к юго-востоку от Скорпиона, севернее Южного Треугольника, восточнее  Жертвенника, северо-западнее Циркуля и западнее  Волка. Через него проходят обе ветви Млечного Пути, но эта область неба бедна яркими звёздами. Созвездие не содержит звёзд ярче 4,0 визуальной звёздной величины, 42 звезды, видимые невооружённым глазом, площадь на небе 165,3 квадратного градуса. Наилучшие условия для наблюдений в мае — июне, частично наблюдается в южных районах России (южнее 48° северной широты). В созвездии Наугольник наблюдается гравитационная аномалия Великий аттрактор, объект, имеющий массу ста тысяч масс Млечного Пути, который является, вероятно, огромным галактическим сверхскоплением.

## История
Новое созвездие, первоначально названное Безымянным, опубликовано впервые Лакайлем в 1754 году. В 1756 году Лакайль предложил название Наугольник и Линейка (фр. l'Equerre et la Règle) — инструменты архитектора. При латинизации названия оно сократилось до Norma, что принято переводить на русский язык как Наугольник.
При создании созвездие было составлено из звёзд Волка, Жертвенника и Скорпиона.
До 2018 года в созвездии не было звёзд с собственными названиями, но затем тройная звёздная система 2XMM J160050.7–514245, состоящая из двух звёзд Вольфа — Райе и сверхгиганта, получила название Апоп в честь огромного змея из египетской мифологии.